# Cseh labdarúgó-bajnokság (másodosztály)
A Fortuna národní liga a cseh labdarúgó-bajnokság másodosztálya, melyben 16 csapat vesz részt. A cseh bajnoki rendszerben a liga közvetlen a Synot Ligát követő szinten helyezkedik el.

## Eddigi bajnokok
| Év      | Bajnok                      | Ezüstérmes                  |
| ------- | --------------------------- | --------------------------- |
| 1993–94 | Sklobižu Jablonec nad Nisou | FK Švarc Benešov            |
| 1994–95 | Uherské Hradiště            | Ostroj Opava                |
| 1995–96 | FC Karviná                  | FK Teplice                  |
| 1996–97 | FC Dukla Prague             | AFK Atlantic Lázně Bohdaneč |
| 1997–98 | FK Chmel Blšany             | FC Karviná                  |
| 1998–99 | Bohemians Prague            | SK České Budějovice         |
| 1999–00 | Synot Staré Město           | FC Viktoria Plzeň           |
| 2000–01 | FC Hradec Králové           | SFC Opava                   |
| 2001–02 | SK Dynamo České Budějovice  | FK Zlín                     |
| 2002–03 | FC Viktoria Plzeň           | SFC Opava                   |
| 2003–04 | FK Mladá Boleslav           | FK Drnovice                 |
| 2004–05 | FK SIAD Most                | FC Vysočina Jihlava         |
| 2005–06 | SK Kladno                   | SK Dynamo České Budějovice  |
| 2006–07 | FK Viktoria Žižkov          | Bohemians 1905              |
| 2007–08 | Bohemians Prague            | FK Marila Příbram           |
| 2008–09 | Bohemians 1905              | FC Zenit Čáslav             |
| 2009–10 | FC Hradec Králové           | FK Ústí nad Labem           |
| 2010–11 | FK Dukla Prague             | FK Viktoria Žižkov          |
| 2011–12 | FK Ústí nad Labem           | FC Vysočina Jihlava         |
| 2012–13 | 1. SC Znojmo                | Bohemians 1905              |
| 2013–14 | SK Dynamo České Budějovice  | FC Hradec Králové           |
| 2014–15 | SK Sigma Olomouc            | FK Varnsdorf                |
| 2015–16 | MFK Karviná                 | FC Hradec Králové           |
| 2016–17 | SK Sigma Olomouc            | Baník Ostrava               |
| 2017–18 | SFC Opava                   | 1. FK Příbram               |
| 2018–19 | České Budějovice            | FC Vysočina Jihlava         |
| 2019–20 | FK Pardubice                | FC Zbrojovka Brno           |
| 2020–21 | FC Hradec Králové           | SK Líšeň                    |

## Gólkirályok
| Szezon  | Játékos              | Klub                 | Gólok |
| ------- | -------------------- | -------------------- | ----- |
| 1993–94 | Tibor Mičinec        | Benešov              | 18    |
| 1994–95 | Bedřich Hamsa        | LeRK Brno            | 22    |
| 1995–96 | Patrik Holomek       | Poštorná             | 16    |
| 1996–97 | Václav Koloušek      | Dukla Prague         | 18    |
| 1997–98 | Vítězslav Tuma       | Karviná              | 19    |
| 1998–99 | Patrik Holomek       | St. Město            | 18    |
| 1999–00 | Vladimír Malár       | St. Město            | 24    |
| 2000–01 | Pavel Černý          | Hradec Králové       | 17    |
| 2001–02 | Radek Drulák         | HFK Olomouc          | 16    |
| 2002–03 | Petr Švancara        | Opava                | 20    |
| 2003–04 | Tomáš Kaplan         | Jihlava              | 10    |
| 2003–04 | Roman Bednář         | Mladá Boleslav       | 10    |
| 2003–04 | Vojtěch Schulmeister | Sigma Olomouc B      | 10    |
| 2004–05 | Horst Siegl          | Most                 | 16    |
| 2005–06 | Petr Faldyna         | Dynamo Č. Budějovice | 19    |
| 2006–07 | Petr Faldyna         | Jihlava              | 15    |
| 2007–08 | Petr Faldyna         | Jihlava              | 13    |
| 2008–09 | Martin Jirouš        | Sokolov              | 18    |
| 2009–10 | Pavel Černý          | Hradec Králové       | 14    |
| 2009–10 | Dani Chigou          | Dukla Prague         | 14    |
| 2009–10 | Karel Kroupa         | Tescoma Zlín         | 14    |
| 2010–11 | Dani Chigou          | Dukla Prague         | 19    |
| 2011–12 | Jiří Mlika           | Sokolov              | 19    |
| 2012–13 | Lukáš Železník       | Zlín                 | 13    |
| 2013–14 | David Vaněček        | Hradec Králové       | 17    |
| 2014–15 | Václav Vašíček       | Sigma Olomouc        | 13    |
| 2015–16 | Jan Pázler           | Hradec Králové       | 17    |
| 2016–17 | Jakub Plšek          | Sigma Olomouc        | 18    |
| 2017–18 | Jan Pázler           | Hradec Králové       | 21    |
| 2018–19 | David Ledecký        | České Budějovice     | 18    |
| 2019–20 | Stanislav Klobása    | Vysočina Jihlava     | 17    |
| 2020–21 | Jaroslav Málek       | Líšeň                | 13    |